# Nikephoros II. Dukas
Nikephoros II. Dukas, auch Nikephoros II. Orsini oder Nikephoros II. Dukas-Angelos-Orsini  (* zwischen 1326 und 1329 oder 1328/29; † Frühling oder Sommer 1359) war Titular-Pfalzgraf von Kephalonia. 1340 noch minderjährig von Andronikos III. in Epirus abgesetzt, war er von 1356 bis zu seinem Tod 1359 erneut Herrscher von Epirus aus dem Haus Orsini.

## Leben
Nikephoros wurde um 1328 als Sohn von Giovanni II. Orsini und Anna Komnene Palaiologina († nach 1357) geboren. Sein Vater Giovanni lag nach dem Mord am eigenen Bruder Nikola Orsini 1323 in Konflikt mit seinem Lehnsherrn, dem Angevinen Philipp I. von Tarent und Gatten der Titularkaiserin des Lateinischen Kaiserreiches Katherina II. von Valois. Philipp entzog um 1325 Giovanni II. die Herrschaft über die Pfalzgrafschaft von Kephalonia, Zakynthos und Ithaka, womit Giovannis Herrschaftsbereich auf die Gebiete der Region Akarnanien zusammenschmolz. Giovanni II., der gegenüber Philipp weiterhin vasallenpflichtig war, versuchte sich um 1328 aus dessen Suzeränität zu lösen und unterwarf sich dem byzantinischen Kaiser Andronikos III. Von diesem erhielt er auch den Titel eines Despoten, der sein Territorium fortan als byzantinisches Besitztum verwalten sollte. Doch bereits 1331 zwang ihn ein Heer Walters von Brienne zur erneuten Unterwerfung unter die angevinische Hoheit. Diesem musste er zudem die Insel Leukas und die Stadt Vonitsa abtreten. Die pro-byzantinischen Kräfte, zu denen Nikephoros’ Mutter Anna Palaiologina gehört haben soll, vergifteten 1335 Giovanni II. und übernahmen die Regentschaft für den jungen Nikephoros.
1337 fiel Kaiser Andronikos im nördlichen Teil von Epirus ein, um revoltierende albanische Stämme zu bekämpfen. Anna Palaiologina, die eine Invasion befürchtete, versuchte den übriggebliebenen Erbteil ihres Sohnes zu retten, und suchte um Verhandlungen mit Andronikos III. nach, der jedoch bei dieser Gelegenheit Epirus dem Byzantinischen Reich wieder anzugliedern versuchte. Schließlich gab Anna auf und sollte mit ihrem Sohn nach Thessaloniki in ein Landhaus mit Ländereien verbracht werden. Als kaiserlicher Statthalter (Protostrator) von Epirus wurde Theodoros Synadenos eingesetzt. Nikephoros sollte mit einer Tochter von Johannes Kantakuzenos verlobt werden, kam jedoch nicht in Thessaloniki an. Epirotische Adelige, die um ihre Unabhängigkeit fürchteten und anti-byzantinische Kreise, unterstützt von Katharina II. von Valois, hatten Nikephoros an den Hof in Morea verbracht, wo Katharina seit Ende 1338 amtierte. 1339 wurde Nikephoros nach Thomokastron verschifft, in Begleitung einer angevinischen Streitmacht. Zeitgleich waren in einigen Städten von Epirus Aufstände ausgebrochen, u. a. auch in Arta, wo dessen Protostrator Theodor Synadenos inhaftiert (und 1340 wieder freigelassen) wurde.
Um 1339/1340 erfolgte die Reaktion der Byzantiner, die mit einer Streitmacht, erst geführt von Johannes Kantakuzenos, dann vom Kaiser selbst, den Aufstand binnen weniger Monate unterbanden, größtenteils durch Verhandlungen. Auch Thomokastron wurde belagert, da die ansässigen Truppen der anti-byzantinischen Fraktion eine Schlacht vermieden, da sie über die See versorgt werden konnten. Im November 1340 waren jedoch alle Aufstände verebbt, Arta, die Hauptstadt von Epirus, hatte sich ergeben. Die belagerten Truppen in Thomokastron gaben nach Verhandlungen schließlich auf und erhielten freies Geleit. Nikephoros wurde nach Byzanz überstellt, wo er fortan in Thessaloniki lebte. Im selben Jahr wurde ihm unter dem Einfluss von Johannes Kantakuzenos der Titel eines Panhypersebastos verliehen, der jedoch nicht mit einem Amt verbunden war. Als der Byzantinische Bürgerkrieg ausbrach, befand sich Nikephoros in Gewahrsam von Irene Asanina, in Didymoticho in Thrakien. Irene war die Ehefrau des mittlerweile zum Kaiser ausgerufenen Johannes VI. Kantakuzenos. Nikephoros heiratete dort dessen Tochter Maria Kantakuzena im Sommer 1342. Nach dem Sieg der Partei von Johannes VI. im Bürgerkrieg wurde Nikephoros 1347 zum despotes ernannt, wie dies bei den Söhnen und Schwiegersöhnen des Kaisers dem Brauch entsprach. Johannes VI. band Nikephoros in seine Regierung ein. Zwischen 1351 und 1355 war er byzantinischer Statthalter von Ainos und thrakischer Städte am Hellespont und ab 1356 Archon (bis 1358) von Epirus und Thessalien. In der Zwischenzeit griff der serbische König Stephan IV. Dušan, der sich während des Bürgerkrieges frühzeitig von Johannes VI. abgewandt hatte, das nun geschwächte Reich an. Bis 1346 hatte er das albanische Festland weitestgehend unter seine Kontrolle gebracht und unterwarf in den folgenden Jahren, bis 1348, auch Teile Thessaliens, und das Kernland von Epirus. Stephan IV. starb im Dezember 1355, ebenso wie der von ihm eingesetzte, thessalische Statthalter Preljub.
Nachdem auch Johannes VI. als byzantinischer Kaiser abgedankt hatte, fühlte sich Nikephoros nicht mehr an Byzanz selbst gebunden und segelte von Ainos im Frühling 1356 nach Thessalien, wo er, unterstützt von den örtlichen Griechen, Simeon Uroš Nemanjić, den Ehemann seiner Schwester Thomais und Halbbruder von Stephan IV. Dušan vertrieb. Sein Einfluss in den ländlichen Regionen blieb jedoch erheblich begrenzt, da die auf dem Lande siedelnden Albaner sich seiner Kontrolle entzogen. Die Disparität zwischen in den Städten lebenden Griechen und den auf dem Lande siedelnden Albanern versuchte Nikephoros aufzubrechen, indem er einseitig die Albaner bekämpfte, sah sich jedoch alsbald der Gefahr ausgesetzt, zwischen dem von ihnen vertriebenen Simeon Nemanjić und den Albanern ein Bündnis zu befördern. Nach Verhandlung mit Simeon sollte sich Nikephoros von seiner bisherigen Frau Maria Kantakuzena 1357 scheiden lassen und die Schwester der Witwe Stephan Dušans, Theodora von Bulgarien, heiraten. Maria sollte zudem an die Serben ausgeliefert werden, konnte sich jedoch der Unterstützung epirotischer und albanischer Adeliger versichern und wurde nach Morea zu ihrem dort regierendem Bruder Manuel Kantakuzenos verbracht. Mit der Verstoßung von Maria machte sich Nikephoros äußerst unpopulär. Die Albaner nahmen dies als Vorwand und rebellierten offen gegen ihn. Nikephoros ließ die Scheidung revidieren. Doch bevor Maria nach Epirus zurückkehrte, erfuhr sie von dessen Tode. Im Frühling oder Sommer 1359 fiel Nikephoros gegen die Albaner, u. a. geführt von Karl Thopia, in der Schlacht am Acheloos in Ätolien.

## Vermächtnis
Nach dem Tode Nikephoros’ II. wurde Epirus von rivalisierenden Fürsten besetzt, darunter Thomas Preljubović und Simeon Uroš Nemanjić. Letzterer konnte Thessalien und Epirus weitestgehend unter Kontrolle bringen und teilte das Herrschaftsgebiet in zwei Territorien. Ätolien wurde albanischen Fürsten zugeschlagen, Gjin Bua Shpata erhielt Acheloos und Angelokastron (seit 2011 ein Ortsteil von Agrinio), Peter Losha die Gebiete um Arta und Rogoi. Nemanjić einst verfeindeter Schwiegersohn, Thomas Preljubovic, erhielt Ioannina und dessen Umland. In der Folgezeit kam es zu Auseinandersetzungen zwischen den einzelnen Herrschern, sodass Epirus bis zu seiner kurzzeitigen Restauration unter Carlo I. Tocco (1418–1429) aufgeteilt blieb.
Maria Kantakuzena wurde später Nonne und starb nach 1379 bei Konstantinopel. Die Mutter Anna Palaiologina basilissa, floh 1341 von Thessaloniki nach Arta und geriet dort von 1342 bis 1347 unter Johannes Angelos erneut in Haft, ehe sie nach der serbischen Invasion von Epirus wieder freikam. 1355 heiratete sie den serbischen Despoten und Kephalen (Statthalter) von Berat, Valona und Kanina, Johannes Komnenos Asen († 1363). Nach dessen Tode lebte sie bei ihrem Schwiegersohn Simeon Uroš in Trikala.
Akarnanien wurde kurzzeitig (1376–1377) durch Johanniter, Angevinen und Franken, zu denen auch der florentinische Abenteurer Esau de’ Buondelmonti gehörte, besetzt. Esau geriet dort in Haft und wurde später Despot von Ioannina. 1384 versuchten Türken Arta zu erobern, wurden aber von Gjin Bua Shpata zurückgeschlagen. Aus der Familie Tocco, die seit 1357 die Pfalzgrafen von Kephalonia stellten, konnte Carlo I. Tocco 1416 die größten Städte der Region Ioannina und Arta erobern und war ab 1418 nominell Herr über Ätolien, Akarnanien und Epirus.

## Nachkommen
Nikephoros II. Orsini heiratete im Sommer 1342 Maria Kantakuzena basilissa († nach 1379 in Konstantinopel), Tochter von Kaiser Johannes VI. Aus dieser Ehe stammte möglicherweise ein Sohn:
- Antonios Kantakuzenos, Mönch in einem Kloster bei Meteora.[18]